# 人子 (基督教)

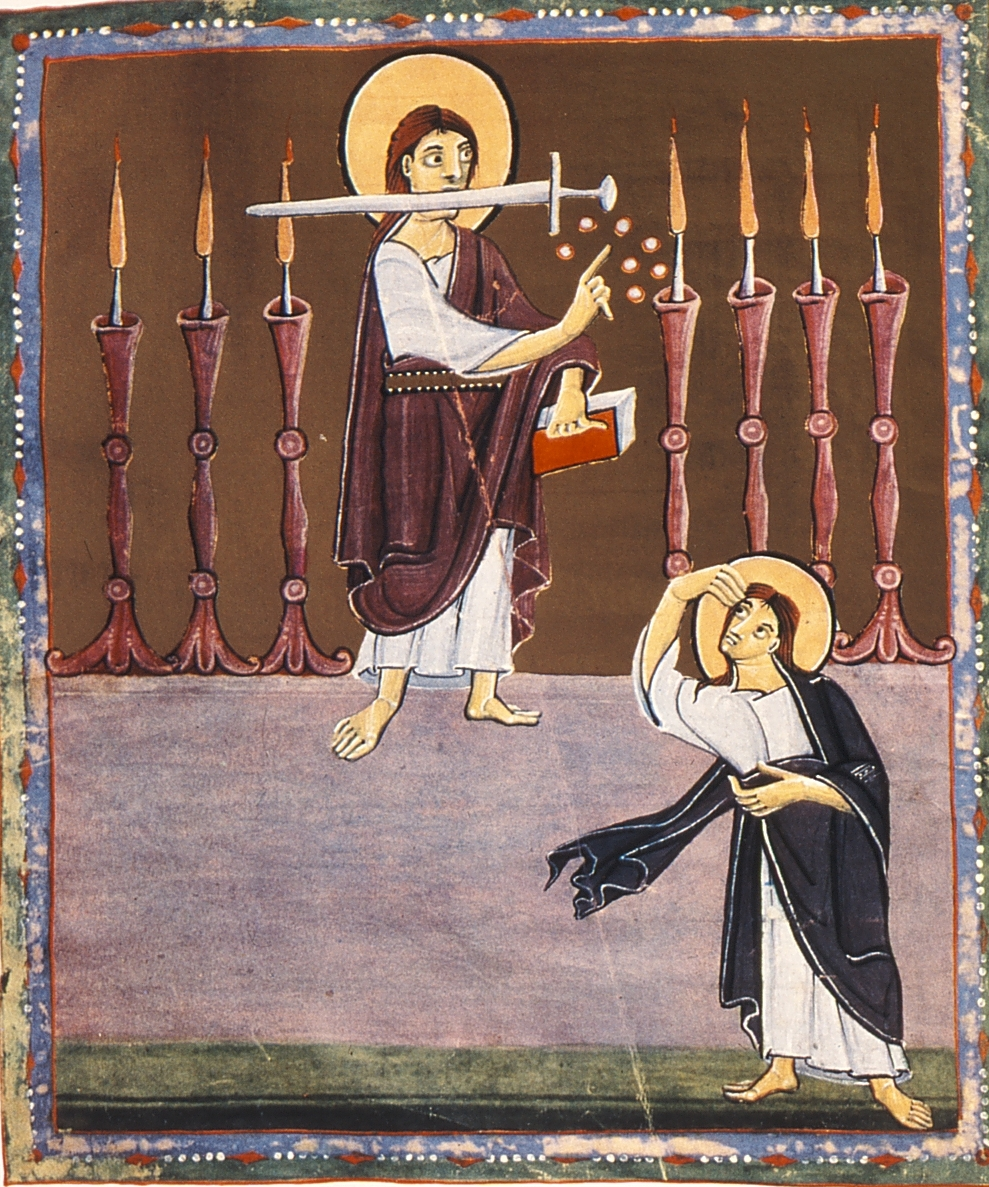
站在七个灯台中间，口中出来利剑的人子，选自11世纪《班堡启示录》的约翰所见异象。

人子是四本福音书、使徒行传和启示录等基督教作品里用在耶稣教导当中的一个词，它的意义引起人们的争议。对新约中“人子”一词的解读一直具有挑战性，在经历了150年的争论后，学者们仍未在这个问题上达成共识。
“人子”一词在四本福音书的希腊原文里共出现81次，而且只被用在耶稣的教导当中。希伯来圣经里则出现了一百多次单数的希伯来文“人子”（–אדם，即ben-'adam）一词。
“人子”使用到的定冠词，在用来书写基督教福音书的通用希腊语里还是新事物，在此之前，并没有任何这种用法的古代希腊语文献得以留存。盖萨·维尔梅斯曾表示，基督教福音书中“人子”的用法与希伯来圣经的用法毫无关系。
数个世纪当中，学者从基督论角度，将人子看作是神子的可能对应，正如神子确认了基督的神性，圣经多处出现的人子则确认了他的人性。 然而，虽然自使徒时代起，承认耶稣的神子身份就是基督教信条的重要部分，这种告白却并未应用于人子，对耶稣人子身份的宣告从未成为基督教信仰的条款。

## 词源与使用

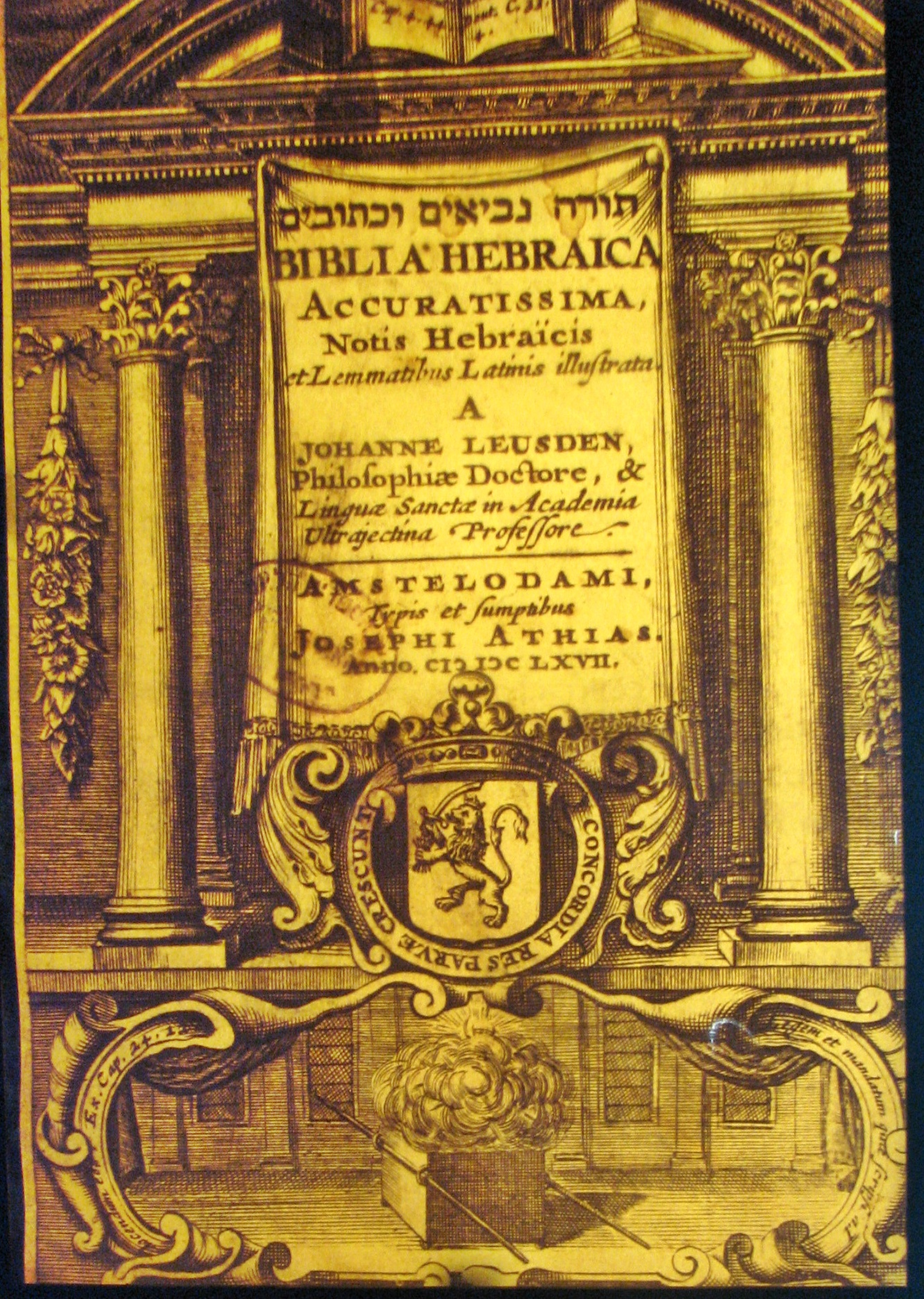
一本17世纪希伯来圣经的封面

在新约的通用希腊语里，“人子”是“ὁ υἱὸς τοὺ ἀνθρώπου”（ho huios tou anthropou）。单数的希伯来语“人子”（בן–אדם 即ben-'adam）一词也在希伯来圣经里出现了一百多次。而在另外32处，“人子”则以复数出现，意为人类。
“人子”一词在通用希腊语写成的四本福音书中共出现81次：马太福音出现30次，马可福音14次，路加福音25次，约翰福音12次。 不过，“人子”一词使用到的定冠词，在用来书写基督教福音书的通用希腊语里还是新事物，在此之前，并没有任何这种用法的古代希腊语文献得以留存。
在基督教圣经里，耶稣提及自己时使用“人子”多过使用神之子。基督教圣经给予“人子”的属性似乎与希伯来圣经但以理书7:13-14中的相对应“我在夜间的异象中观看，
见有一位像人子的，
驾着天云而来，被领到亘古常在者面前，得了权柄、荣耀、国度，
使各方、各国、各族的人都事奉他。他的权柄是永远的，不能废去；
他的国必不败坏。”新约则在启示录里宣称，耶稣会驾着“天云”来到世上，他会得到永远的国度与权柄。它将耶稣描述为“世上君王的元首”，会得到各国、各族、各民的服侍与敬拜。

## 新约出处

### 对观福音书
在马太福音8:20和路加福音9:58，耶稣说：“狐狸有洞，天空的飞鸟有窝，人子却没有枕头的地方。”这个措词似乎与以西结等先知所作的旧约预言有关联，它显示出耶稣明白自己是上帝选出作为朋友与代表的“人”。

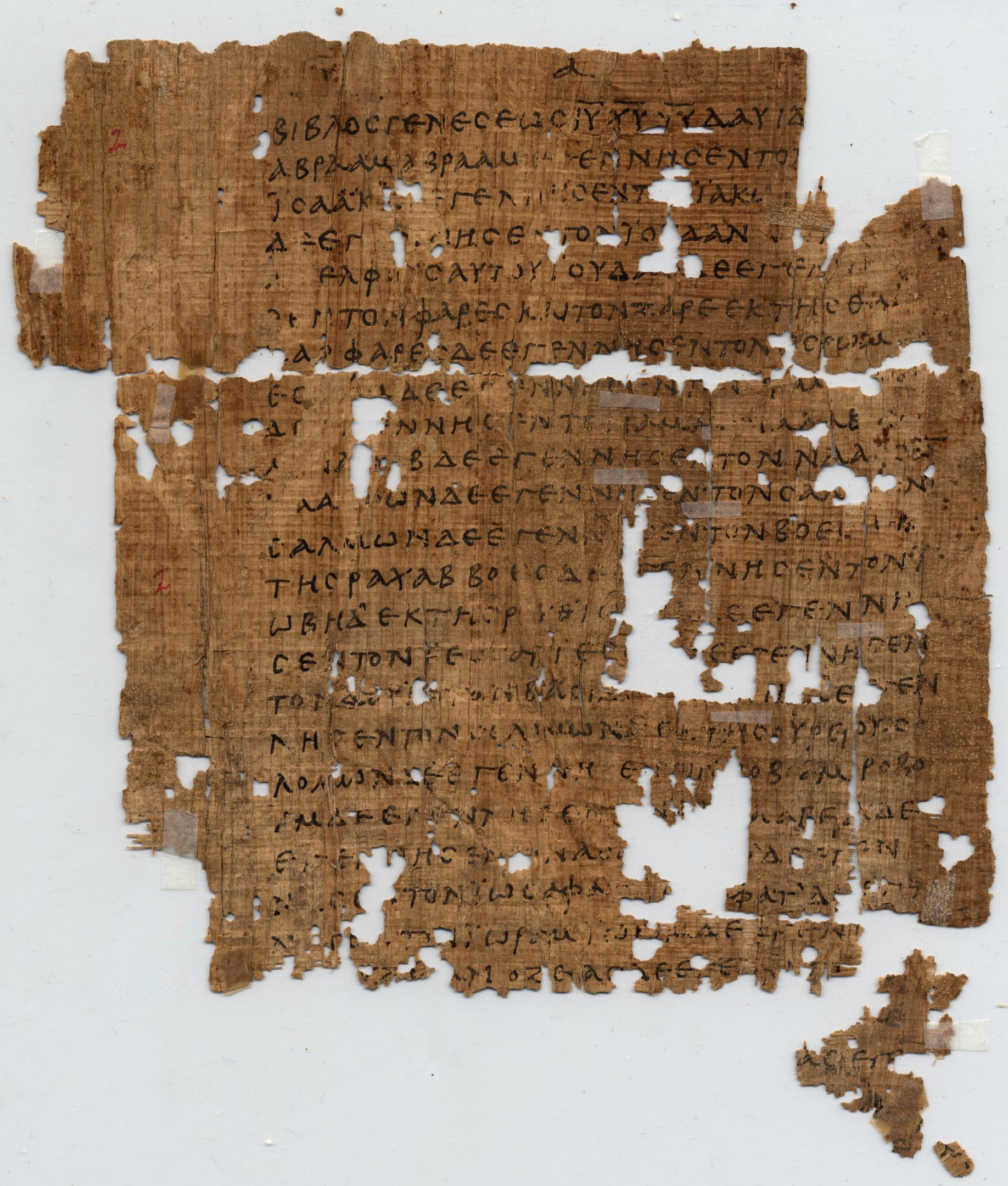
马太福音的一页，出自250年前后的纸草抄本1。“人子”一词在马太福音中出现了30次。

在马太福音18:11，耶稣说：“人子来，为要拯救失丧的人”。在马可福音10:35–45中，这一段则紧随耶稣预言自己的死。
马可福音2:27-28、马太福音12:8和路加福音6:5包括安息日的主一段，耶稣告诉法利赛人“安息日是为人设立的，人不是为安息日设立的。 所以，人子也是安息日的主。”基督徒通常认为这段当中的“人子”指的是耶稣自己。
马太福音12:38-42、马可福音8:11-13、路加福音11:29-32
当时，有几个文士和法利赛人对耶稣说：「夫子，我们愿意你显个神迹给我们看。」耶稣回答说：「一个邪恶淫乱的世代求看神迹，除了先知约拿的神迹以外，再没有神迹给他们看。约拿三日三夜在大鱼肚腹中，人子也要这样三日三夜在地里头。当审判的时候，尼尼微人要起来定这世代的罪，因为尼尼微人听了约拿所传的就悔改了。看哪，在这里有一人比约拿更大！当审判的时候，南方的女王要起来定这世代的罪；因为她从地极而来，要听所罗门的智慧话。看哪，在这里有一人比所罗门更大！」（和合本）
大多数学者与神学家认同此处“人子”的使用，是指的耶稣自己。
解释稗子的比喻，马太福音13:37，41-42
他回答说：「那撒好种的就是人子⋯⋯人子要差遣使者，把一切叫人跌倒的和作恶的，从他国里挑出来，丢在火炉里；在那里必要哀哭切齿了。
基督徒通常认为这段中的“人子”指的是耶稣自己，而不是整个从类。
当耶稣预言自己的死，路加福音18:31-34、马可福音10:32-34、马太福音20:17-19
耶稣带着十二个门徒，对他们说：「看哪，我们上耶路撒冷去，先知所写的一切事都要成就在人子身上。他将要被交给外邦人；他们要戏弄他，凌辱他，吐唾沫在他脸上，并要鞭打他，杀害他；第三日他要复活。」这些事门徒一样也不懂得，意思乃是隐藏的；他们不晓得所说的是什么。
马可福音8:31-32，38说：
从此，他教训他们说：「人子必须受许多的苦，被长老、祭司长，和文士弃绝，并且被杀，过三天复活。」耶稣明明地说这话，彼得就拉着他，劝他。⋯⋯凡在这淫乱罪恶的世代，把我和我的道当作可耻的，人子在他父的荣耀里，同圣天使降临的时候，也要把那人当作可耻的。」
马可福音10:35-45提及（Son of man came to serve）
因为人子来，并不是要受人的服事，乃是要服事人，并且要舍命作多人的赎价。
提及耶稣再临，马可福音8:38-9:1（和合本）、马太福音16:27-28、路加福音9:26-27
凡在这淫乱罪恶的世代，把我和我的道当作可耻的，人子在他父的荣耀里，同圣天使降临的时候，也要把那人当作可耻的。耶稣又对他们说：「我实在告诉你们，站在这里的，有人在没尝死味以前，必要看见上帝的国大有能力临到。」
马可福音14:62、马太福音26:64（在耶稣受犹太议会审判时）
耶稣说：「我是。你们必看见人子坐在那权能者的右边，驾着天上的云降临。」
马太福音24:30写道：
那时，人子的兆头要显在天上，地上的万族都要哀哭。他们要看见人子，有能力，有大荣耀，驾着天上的云降临。
马太福音25:31-32写道：
当人子在他荣耀里、同着众天使降临的时候，要坐在他荣耀的宝座上。万民都要聚集在他面前。他要把他们分别出来，好像牧羊的分别绵羊山羊一般。

### 约翰文书

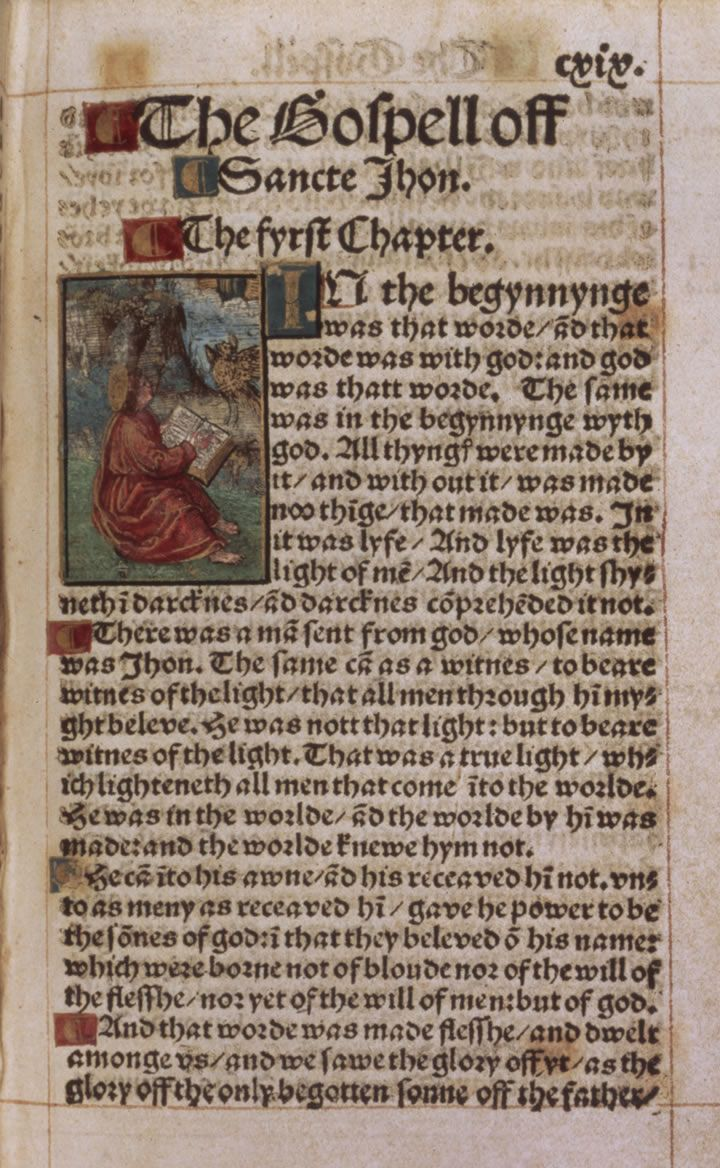
16世纪丁道尔译本中约翰福音的第一页

启示录第一章12-13节提到“一位好像人子”的，面目放光，在荣耀里向作者说话。在约翰福音里，耶稣不只是弥赛亚般的人物，也不是位像摩西的先知，他强调的关键点在于耶稣作为神子与人子的双重身份。
约翰福音1:49-51写道：
拿但业说：「拉比，你是上帝的儿子，你是以色列的王！」耶稣对他说：「因为我说『在无花果树底下看见你』，你就信吗？你将要看见比这更大的事」；又说：「我实实在在地告诉你们，你们将要看见天开了，上帝的使者上去下来在人子身上。」
这段经文可能暗指雅各的天梯（Jacob's Ladder）这个典故。无论怎样，这里暗示看到天使在“人子”（即说话者，耶稣）身上上去下来会是一个了不起的奇迹。
约翰福音5:25-27写道：
我实实在在地告诉你们，时候将到，现在就是了，死人要听见上帝儿子的声音，听见的人就要活了。因为父怎样在自己有生命，就赐给他儿子也照样在自己有生命，并且因为他是人子，就赐给他行审判的权柄。
约翰福音8:28写道：
你们举起人子以后，必知道我是基督。
约翰福音9:35-37写道：
耶稣听说他们把他赶出去，后来遇见他，就说：「你信上帝的儿子吗？」他回答说：「主啊，谁是上帝的儿子，叫我信他呢？」耶稣说：「你已经看见他，现在和你说话的就是他。」
约翰福音12:34-36写道：
众人回答说：「我们听见律法上有话说，基督是永存的，你怎么说『人子必须被举起来』呢？这人子是谁呢？」耶稣对他们说：「光在你们中间还有不多的时候，应当趁着有光行走，免得黑暗临到你们；那在黑暗里行走的，不知道往何处去。你们应当趁着有光，信从这光，使你们成为光明之子。」耶稣说了这话，就离开他们隐藏了。
约翰看见人子的异象（John's vision of the Son of Man）是约翰文书涉及人子的关键部分。在启示录1:12和14:14，约翰都提到看到一位“好像人子”，在1:12，他的身份是启示录2章和3章里给亚细亚七个教会的书信的作者。

### 使徒行传
使徒行传7:54-57写道：
众人听见这话就极其恼怒，向司提反咬牙切齿。但司提反被圣灵充满，定睛望天，看见上帝的荣耀，又看见耶稣站在上帝的右边，就说：「我看见天开了，人子站在上帝的右边。」众人大声喊叫，捂着耳朵，齐心拥上前去。
基督教学者认为，使徒行传的作者（也被认为是路加福音的作者）在这里提到的“人子”，直指耶稣和他此前的升天，为要坐在天上上帝的右手（Right Hand of God）。他们主张，但以理书7章里的“人子”指的是他回到天上应得的宝座上，而这个场景正是他在完成他的角色，即接纳司提反的灵并审判用石头打死他的法利赛人，虽然完全的审判（最后的审判？）将发生在世界末日和白色大宝座前。参见启示录20章和基督教末世论。

### 希伯来书
希伯来书2:6-9写道：
但有人在经上某处证明说： 人算什么，你竟顾念他？世人算什么，你竟眷顾他？

## 其他出处

### 摩西之书
在摩门教圣书的摩西之书中，共用到9次“人子”一词，该书还被收进该教出版物《无价珍珠》。摩西之书6:57与非三位一体派相合，它认为圣父之名是“神圣之人”，而“人子”头衔则指的是耶稣的圣子地位：
⋯⋯在亚当的语言中，神圣之人是他的名，他独生子的名是人子，甚至耶稣基督，将在时间子午线上到来的一位公义的审判者。

## 与神子的对比
数个世纪当中，学者从基督论角度，将人子看作是神子可能的对应，正如神子确认了基督的神性，圣经多处出现的人子则确认了他的人性。
不过，在新约里使用的所有基督论头衔中，神之子对基督教史产生的影响为最持久之一，并成为许多基督徒信仰告白的组成部分，但对耶稣人子身份的宣告从未成为基督教信仰的条款。因此在主流三位一体认识里，是神子头衔暗示了耶稣作为圣父、圣子与圣灵这三位一体之中一位所带有的完全的神性。